# Balmazújvárosi Városi Sportpálya
El Balmazújvárosi Városi Sportpálya es un estadio multiusos situado en Balmazújváros (Hungría). Es el campo del equipo de fútbol de dicha ciudad, el Balmazújvárosi FC. Tiene una capacidad para 2.435 espectadores.

## Historia
El 5 de abril de 2013, durante la temporada 2012-13, el Balmazújváros recibió al Ferencvárosi TC II en el estadio Oláh Gábor utcai de Debrecen, debido a la reconstrucción de su estadio.
El partido inaugural del nuevo estadio tuvo lugar el 22 de julio de 2016, con una victoria por 3 goles a 1 sobre el Palermo.

## enlaces externos
- Magyarfutball.hu (en húngaro)

- Datos: Q16523771